# DMACK
DMACK, a empresa-mãe de DMACK Holdings Ltd., é um fabricante de pneumáticos com base em Carlisle, Inglaterra, cuja sede está localizada no sul da França.

## História
A DMACK foi fundada em 2008 pelo Dick Cormack para entregar tamanhos menores de pneus do que aqueles fornecidos pelos gigantes da indústria, como a Michelin e a Goodyear, especificamente para o mercado de rali.

## DMACK Holdings Ltd.
DMACK Holdings Ltd., uma Empresa de Total Propriedade Estrangeira, é uma empresa subsidiária de propriedade Cormack. Ele foi criada com a finalidade de auxiliar os negócios na China em nome da sua empresa-mãe, a DMACK. O diretor e único acionista é a de Robert Walker. DMACK Holdings Ltd. tornou-se um dos principais fornecedores de pneus de carros de corrida em seu mercado específico, e a corporação possui produção de pneus em fábricas na China.

## Desporto motorizado
Começando com a temporada de 2011, a DMACK começou a fornecer pneus para o Campeonato de Rally Escocês e a WRC 3. A empresa fez a sua estreia em 2011 no Campeonato Mundial de Rali no país de Gales Rally GB no carro de Ott Tänak.

## Proposta de Expansão
Atualmente, DMACK funciona com o Lehman, Lee & Xu, o governo Britânico e as autoridades locais em seus planos de construir uma fábrica de pneus, perto de Carlisle, na Inglaterra. A instalação está programada para ser concluída até o final de 2017. É especulado que ele poderia trazer até 500 postos de trabalho quando a produção estiver a escala total. Sua meta é produzir 2 milhões de pneus por ano, principalmente para o automobilismo especialista mercados.